# Daniela Ștefănescu
Daniela Ștefănescu (n. 11 februarie 1960, Bacău, România) este un politician român, aleasă în 2024 senator din partea partidului Alianța pentru Unirea Românilor (AUR). 

## Educație și formare profesională
Daniela Ștefănescu s-a născut pe 11 februarie 1960, la Bacău, municipiu din județul Bacău, în Republica Populară Română.
A absolvit Institutul Politehnic București, secția Utilaj Tehnologic Chimic, obținând diploma de inginer. A continuat studiile cu un program MBA la Universitatea Alexandru Ioan Cuza din Iași, precum și cursuri de management financiar la Open University. În 2006 și 2010 , și-a completat pregătirea universitară cu o licență în Drept la Universitatea Spiru Haret, Facultatea de Drept.
Între 2018 și 2020, Ștefănescu a ocupat funcții de conducere în Corpul de Control al Prim-ministrului din cadrul secretariatului seneral al Guvernului României și a activat ca expert în sirecția sdministrarea sarticipațiilor statului din Ministerul Economiei.

## Carieră politică

### Legislatura I (2024–prezent)

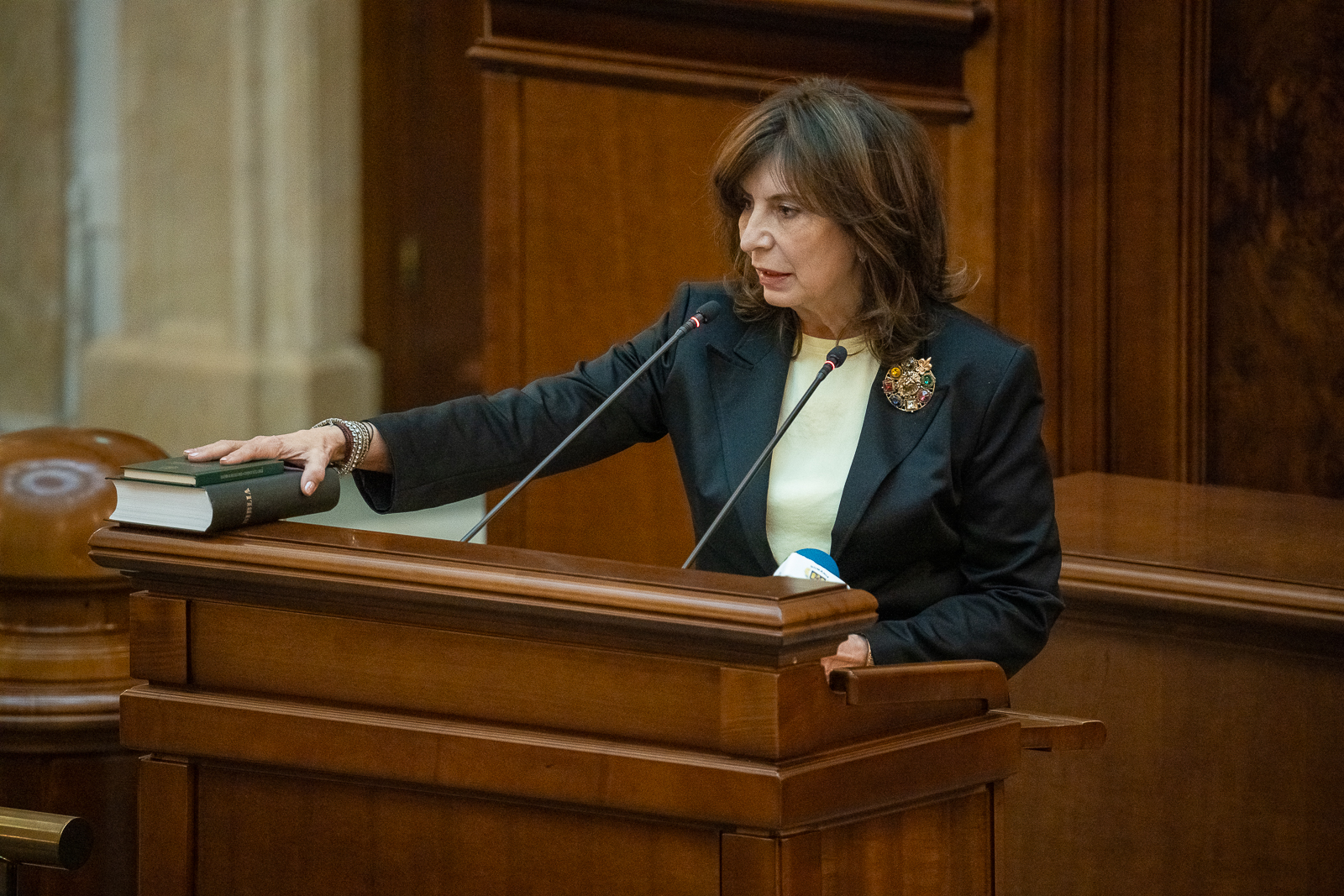
Ștefănescu depunând jurământul în Senat, 21 decembrie 2024

În urma alegerilor parlamentare din 2024 pe 1 decembrie, Ștefănescu a fost aleasă membru al Senatului României de județul Bacău, preluând mandatul pe 21 decembrie. Ca senator este membru al Comisiaei specială comună a Camerei Deputaților și Senatului pentru sprijinirea procesului de aderare a României la Organizația pentru Cooperare și Dezvoltare Economică (OCDE). În plus, Ștefănescu face parte de grupurilor parlamentare de prietenie pentru Japonia, Vietnam, Estonia, Africa de Sud și Panama.